# نحيف الرقبة
نحيف الرقبة (الاسم العلمي: Leptodirus hochenwartii)، جنس خنافس كهفية من فصيلة خنافس الفطور المدورة. يحتوي الجنس على نوع وحيد Leptodirus hochenwartii. إنه ساكن كهف حقيقي، يستوطن في الكهوف السلوفينية والكرواتية، وبشكل جزئي في إيطاليا.